# Museu de História Natural da Universidade de Oxford
O Museu de História Natural da Universidade de Oxford é um museu de história natural localizado na cidade de Oxford, no Reino Unido. Inaugurado em 1860, é conhecido como OUMNH, (Oxford University Museum of Natural History).  Ele exibe coleções de fósseis, esqueletos, espécies de animais, entre outros objetos que fazem parte da coleção da instituição. O espaço conta também com um palco que é frequentemente utilizado pelos alunos de química, zoologia e matemática de Oxford. 

## História
A ideia de construir o museu que reunisse todo o acervo da faculdade veio do professor de medicina, Henry Acland, ele iniciou a construção do museu em 1855 e 1860. O museu foi construído através da venda de bíblias. Inicialmente, vários departamentos passaram a ter sua sede dentro do museu, entre eles, o de física, química e geologia, porém, depois eles foram transferidos para locais ao longo da South parks Road. 
Poucos meses depois do lançamento do livro A Origem das espécies, de Darwin, em 1860, o museu ficou por sediar um intenso debate de cientistas da época sobre o assunto. Outro evento importante que ocorreu no museu foi a primeira demonstração de telegrafia sem fio realizada pelo professor Oliver Lodge, em 1894. 
Além do prédio que sedia o museu de história natural ligada aos animais, há um outro edifício destinado apenas as coleções etnológicas. Construído em 1885, a necessidade da construção do novo prédio veio, pois os estudiosos acreditavam que não se deveria misturar os objetos feitos por Deus (história natural) dos feitos pelo homem (antropologia). 
Charles Dodgson, mais conhecido por seu nome de canção Lewis Carroll, era um visitante regular do museu, e a pintura de Savery provavelmente influenciaria o personagem do Dodo nas aventuras de Alice de Carroll no País das Maravilhas.

## Acervo
O museu é composto diversas obras coletadas pelos geólogos John Tradescant, William burchell, além de peças do museu Ashmolean. Ele abriga peças das áreas de zoologia, a entomologia, a paleontologia e coleções minerais da universidade. É a maior coleção de artefatos antigos desse tipo dentro de uma universidade e inspirou Lewis Carroll a criar muitos de seus personagens 'Alice'.
As exposições abrangem toda a história da Terra. Elas contam a história desde um meteorito de 4,5 bilhões de anos que atingiu a terra até a teoria da evolução de Darwin. Um dos destaques do museu é a exposição de dinossauros, onde podem ser encontrados ossos, informações e até mesmo uma pegada no jardim, qual fornece ao visitante uma ideia do tamanho dos animais.  
As exposições do museu são dividias em três sessões: paleontologia (minerais e rochas), vida (zoologia e entomologia) e arquivos. Além das exposições fixas também acontecem exposições temporárias que reúnem desenhos contemporâneos como temas como primas, história da vida, rochas, entre outros.   
O museu conta com o financiamento externo desde 1997. Seus gastos e investimentos são custeados tanto pelo governo quanto por entidades privadas, o que possibilitou uma ampla renovação de suas pinturas. 
A entrada para o museu é gratuita e ele funciona diariamente das 10h às 17h. 

## Prédio
O museu foi construído em um edifício de estilo gótico vitoriano, que foi desenhado pelos arquitetos Thomas Newenham Deane e Benjamin Woodward. A construção começou em 1855 e foi concluída apenas em 1860.     
A estrutura do prédio do museu possui um grande campo quadrado com telhado de vidro, o que torna o ambiente muito claro devido a entrada da luz solar. No primeiro andar podem ser vistas colunas de pedra feitas a partir de pedra britânica. A arquitetura do local é marcado pela mistura entre ferro e pedra que incorporam formas naturais. 

O local também é repleto de estátuas. No piso térreo estão grandes nomes da ciência como Aristoteles, Francis Bacon, Darwin e Linnaeus. 